# Лейонхуфвуд, Аксель
Аксель Стиг Бенгт Лейонхуфвуд (швед. Axel Stig Bengt Leijonhufvud; 9 июня 1933, Стокгольм — 5 мая 2022) — американский экономист шведского происхождения.
Бакалавр Лундского университета. В 1960 г. переехал в США. Магистр Питтсбургского университета; доктор философии (1967) Северо-Западного университета (Бостон). Преподавал в Калифорнийском университете (Лос-Анджелес; с 1964; профессор с 1971). Директор Центра вычислительной экономики (с 1992). Входит в список «ста великих экономистов после Кейнса» по версии М. Блауга.

## Основные произведения
- «О кейнсианской экономике и экономике Кейнса: исследование в области монетарной теории» (On Keynesian Economics and the Economics of Keynes: A study in monetary theory, 1968);
- «Информация и координация: эссе по макроэкономической теории» (Information and Coordination: Essays in macroeconomic theory, 1981).